# Robert White (clérigo)
Robert White foi um padre anglicano inglês no século XVII.
Stokes foi educado no Sidney Sussex College, Cambridge e incorporado em Oxford em 1606. Ele tornou-se arquidiácono de Merioneth em 1623 e arquidiácono de Norfolk em 1631.